# Xã Spring Creek, Quận Lee, Arkansas
Xã Spring Creek (tiếng Anh: Spring Creek Township) là một xã thuộc quận Lee, tiểu bang Arkansas, Hoa Kỳ. Năm 2010, dân số của xã này là 496 người.